# Gérard Larrousse
Gérard Larrousse (n. 23 mai 1940, Lyon, Rhône⁠(d), Franța) este un fost pilot de Formula 1, iar mai apoi manager al echipei de Formula 1 Renault F1 și apoi al propriei sale echipe de Formula 1 Larrousse între 1987 și 1994.
1. 1 2  Lyon Municipal Archives, accesat în 30 mai 2023